# Ryan Nelsen
Ryan William Nelsen, född den 18 oktober 1977 i Christchurch, är en nyzeeländsk professionell fotbollstränare. Han har tidigare varit en framgångsrik fotbollsspelare.
Nelsen spelade främst som försvarare och var under flera år lagkapten för Nya Zeelands landslag. 2001-2005 spelade han för D.C. United i MLS, varefter han flyttade till Blackburn Rovers i Premier League där han spelade till 2012. Säsongen 2005/2006 kvalificerade sig Blackburn för spel i UEFA-cupen då de slutade på sjätte plats i ligan. Nelsen missade dock de sista matcherna efter att ha brutit foten i en 2–0-vinst över Charlton.
2012 gick Nelsen till Tottenham Hotspur, men där spelade han bara fem matcher innan han bytte klubb till Queens Park Rangers sommaren 2012.
I januari 2013 tog Nelsen jobbet som huvudtränare för Toronto FC i MLS.